# تپه چغازرد
تپه چغازرد مربوط به عصر مس و سنگ - عصر آهن است و در شهرستان کرمانشاه، بخش ماهیدشت، دهستان ماهیدشت، شرق روستای چغازرد واقع شده و این اثر در تاریخ ۷ اسفند ۱۳۸۶ با شمارهٔ ثبت ۲۱۷۴۳ به‌عنوان یکی از آثار ملی ایران به ثبت رسیده است.